# Liste der Mitglieder der American Academy of Arts and Sciences/1925
Im Jahr 1925 wählte die American Academy of Arts and Sciences 19 Personen zu ihren Mitgliedern.

## Neu gewählte Mitglieder
- Nathaniel Allison (1876–1932)
- Nathaniel Lord Britton (1859–1934)
- Vannevar Bush (1890–1974)
- Henry Winchester Cunningham (1860–1930)
- Maurice d’Ocagne (1862–1938)
- Samuel Randall Detwiler (1890–1957)
- Herbert McLean Evans (1882–1971)
- Karl Friedrich Geldner (1852–1929)
- William Chase Greene (1890–1978)
- Albert Spear Hitchcock (1865–1935)
- John Horne (1848–1928)
- Esper Signius Larsen (1879–1961)
- Willem Jacob Luyten (1899–1994)
- Kirtley Fletcher Mather (1888–1978)
- Robert Bayley Osgood (1873–1956)
- Alexander Grant Ruthven (1882–1971)
- Frank Bursley Taylor (1860–1938)
- Benjamin White (1879–1938)
- Alfred North Whitehead (1861–1947)